# Бржезина, Отокар
Отокар Бржезина (чеш. Otokar Březina, наст. имя Вацлав Йебавы (Václav Jebavý); 13 сентября 1868, г. Початки — 25 марта 1929, Яромержице-надРокитной) — один из крупнейших чешских поэтов.

## Биография
Бржезина был вторым сыном Игнаца Йебавы и его третьей жены Катарины Факовой. После окончания училища в Тельче он работает учителем с 1887 по 1888 в Йиношове. В 1888 году Бржезина сдаёт квалификационный экзамен и до 1901 года преподаёт в народной школе в Нова-Ржише, затем до 1925 года — Яромержице. В 1919 году он становится почётным доктором Карлова университета в Праге, и в том же году избирается членом Чехословацкой академии. В 1925 году поэт оставляет преподавательскую деятельность, которую рассматривал как «неизбежное зло». В 1928 году Бржезина удостаивается Национальной премии по литературе. В это время он изучает философию, естественные науки, пишет статьи для журнала Современное ревю (Moderne Revue). Поэтические сочинения О. Бржезины можно отнести к лучшим произведениям чешского модерна. Дважды, в 1924 и 1928 годах, работы поэта были представлены для присуждения ему Нобелевской премии.
Бржезина вёл скромную жизнь, признанием и известностью не кичился. Присуждённую ему государственную премию он передал для поддержки начинающих литераторов.

«В маленькой комнате рождаются стихи, написанные кровью нашей эпохи, нашими глубочайшими чувствами, хотя до конца ещё не осознанными...»— Стефан Цвейг

## Сочинения
Ранние работы Бржезины создавались под влиянием творчества Ш.Бодлера и А.Шопенгауэра, в русле символизма. В то же время в них сохранялся осязаемый чешский колорит. Однако вскоре поэт изменил своему начальному творческому пессимизму, обратился к метафизическому идеализму, и в его стихотворениях зазвучали восторженные гимны прекрасному и охраняющим его мистическим силам. Поэт ожидает скорейшего и всеобщего слияния, смешения полного противоречий земного бытия и появления футуристически-метафизического единства Вселенной. Кроме лирических произведений, О.Бржезина оставил после себя ряд философских эссе.

## Произведения
- 1895 — Tajemné dálky (Таинственные дали), Сборник — Сентиментальная лирика. Здесь выражена боль и невысказанная любовь к умершей матери. Центральная фигура — сам поэт.
- 1896 — Svítání na západě (Рассвет на западе), Сборник
- 1897 — Větry od pólů (Ветры с полюсов), Цикл стихотворений
- 1899 — Stavitelé chrámu (Строители храма), Сборник
- 1901 — Ruce (Руки), Сборник
- 1917 — Гимны
- 1903 — Hudba pramenů (Музыка родников), Эссе, расширено 1919  — Сборник философских эссе, опубликованных в журналах.
- Скрытая история, Девять стихотворений. Благословение жизни. К 60-летию поэта 13 сентября 1928.